# Non parum animus noster
Non parum animus noster je papeška bula, ki jo je 11. septembra 1171 ali 1172 izdal papež Aleksander III. za spodbujanje severnih križarskih vojn proti poganskim Estoncem in Fincem. Naslovljena je bila na vladarje in narode Danske, Švedske in Norveške in se začne z opisom grožnje, ki jo predstavljajo poganski Estonci. Aleksander je v njej izjavil:
Zelo smo prizadeti in zelo zaskrbljeni, ko slišimo, da divji Estonci in drugi pogani v tistih krajih vstanejo in se borijo proti Božjim vernikom  in tistim, ki se trudijo za krščansko vero in se borijo za vrline krščanskega imena. ... da se oboroženi z nebeškim orožjem in močjo apostolskih spodbud opašete, da pogumno branite resnico krščanske vere in močno širite krščansko vero.
Aleksander je nadalje obljubil odpustek in enoletno odpuščanje grehov tistim, ki se bodo borili s pogani. Tisti, ki bi umrli v tej križarski vojni, bi prejeli popoln odpustek:
Zaupajoč v Božje usmiljenje in zasluge apostolov Petra in Pavla, tako priznavamo tistim, ki se močno in velikodušno borijo s temi pogosto omenjenimi pogani, enoletno odpuščanje grehov, za katere so opravili spoved in prejeli pokoro, kot smo vajeni podeliti tistim, ki gredo v Gospodov grob. Tistim, ki v tem boju umrejo, podelimo odpuščanje vseh grehov, če so prejeli pokoro.
Edina ohranjena kopija bule  je v Knjigi pisem Petra Cellensisa.